# Juan Pablo Manzoco
Juan Pablo Manzoco (Carlos Casares (Buenos Aires), Argentina; 20 de enero de 1982) es un futbolista argentino que actualmente se encuentra jugando en el Club Social y Deportivo Progreso de Juan José Paso, de la Liga Pehuajense de fútbol.

## Clubes
|  | Club                         | País      | Año         |
|  | ---------------------------- | --------- | ----------- |
|  | Club Atlético 9 de Julio     | Argentina | 1999 - 2000 |
|  | Once Tigres                  | Argentina | 2000 - 2001 |
|  | Club Atlético 9 de Julio     | Argentina | 2001 - 2002 |
|  | Rivadavia de Lincoln         | Argentina | 2002 - 2012 |
|  | Juventud Unida Universitario | Argentina | 2012 - 2013 |
|  | Unión (MdP)                  | Argentina | 2013 - 2015 |
|  | Club Agropecuario Argentino  | Argentina | 2016 - 2018 |
|  | Progreso (Juan José Paso)    | Argentina | 2019        |

## Palmarés

### Torneos Nacionales
- Torneo Argentino C (1): Torneo Argentino C 2004-05 con Rivadavia
- Torneo Argentino B (1): Torneo Argentino B 2005-06 con Rivadavia
- Torneo Federal B (1): Torneo Federal B 2016 con Agropecuario
- Torneo Argentino A (1): Torneo Federal A 2014 con Unión (MdP)